# El Espinal, Actopan
El Espinal är en ort i Mexiko.   Den ligger i kommunen Actopan och delstaten Veracruz, i den sydöstra delen av landet, 260 km öster om huvudstaden Mexico City. El Espinal ligger 282 meter över havet och antalet invånare är 332.
Terrängen runt El Espinal är kuperad. Runt El Espinal är det ganska tätbefolkat, med 100 invånare per kvadratkilometer. Närmaste större samhälle är Actopan, 1,7 km öster om El Espinal. Trakten runt El Espinal består till största delen av jordbruksmark.